# Кинотеатры Харькова
(по состоянию на 2025 год)

## Действующие
- Multiplex (7 залов) — ТРЦ «Дафи». Открыт в 2009 году.
- Палладиум синема (3 зала) — пер. Костюринский, 2. Открыт в 2012 году. 3 небольших зала.
- Планета кино IMAX (7 залов). Неофициально открыт 20 декабря 2012 года. Официальное открыт 30 марта 2013 года (совместно с открытием ТРЦ «Французский бульвар»).
- Multiplex в ТРЦ «Nikolsky» (8 залов) — ул. Григория Сковороды, 2а. Открыт в мае 2021 г.[1]
- Filmax в ТЦ "Клас" - ул. Дудинской, 1-А.

## Закрытые
- Жовтень[2], ул. Октябрьской Революции (ныне Москалёвская), 34. Кинотеатр с 1911 года, закрыт в 1991.
- Маяк, «народный кинематограф» — пл. Сергиевская (ныне Пролетарская), 9, открыт в 1915 в павильоне Бекетова, построенном для панорамы «Голгофа», разобран в 1930-е. Стоимость билета в 1915—1917 на 3 ряд — 1 руб. 50 коп.
- 1-й Комсомольский (до революции «Ампир», было 2 зала) — ул. Сумская, 7/9. С 2008 кинотеатр временно закрыт на ремонт.
- Им. Жданова (затем Дружба) — ул. Пушкинская, 67/69
- Зирка (повторного фильма) — ул. Университетская, 37/39 (Подол)
- Им. Карла Маркса (кінотеатр «Міньон») — Полтавский Шлях, 1
- Киномир — Харьков, пр-т Архитектора Алёшина, 6. Закрыт в 2005 году.
- Победа (1 зал) (в здании ДК ХЭМЗ) — проспект Героев Харькова, 94
- Родина — (2 зала) ул. Плехановская, 41/43. Был встроен в жилой дом «сталинской» архитектуры со шпилем на месте разрушенного в войну кинотеатра «Рот фронт». Закрьіт в 2004 году. [3]
- Салют — Харьков, пр-т Героев Сталинграда, 10. Закрыт в 2004 году.
- Спорт (до революции Дмитриевская церковь, в советское время кинотеатр, с середины 1990-х церковь) — Полтавский Шлях, 44 (Гончаровка)
- Украина (до 1990-х киноконцертный зал, сейчас только концертный зал) — ул. Сумская, 35 (сад Шевченко)
- Харьков (2 зала) — ул. Данилевского, 19 (Загоспромье). Был встроен в сталинское здание, проект вместе с кинотеатром, 1954 год. Закрыт в середине 1990-х. Сейчас на его месте банк.
- Хроника (документального фильма, закрыт в начале 1970-х, на его месте открыт букинистический магазин, закрытый между 1996 и 1998) — пер. Короленко.
- Им. Орджоникидзе (1 зал) — просп. Архитектора Алёшина, 8 (район ХТЗ). Закрыт в 2010 году на реконструкцию, а в 2015 году снесен[4] На его месте открыт супермаркет сети «Класс»
- Кинопалац (1 зал) (в здании оперного театра) — ул. Сумская, 25. Закрыт в 2011 в связи с окончанием срока аренды.
- Украинский культурный центр (до революции Университетская церковь, в советское время кинотеатр Юность, до 2007 культурный центр Юность) — ул. Университетская, 25 (Университетская горка)
- Холодногорский (1 зал) — ул. Озерянская, 3 (Холодная Гора). Бывший 2-й Комсомольский, до 1990-х годов 2 зала.
- Кинокрейсер (7 залов) — ТЦ «Экватор», открыт в июле 2015. Закрыт с 16 февраля 2016.
- Современник — ул. Клочковская, 330 (Алексеевка)[5]
- 8 1/2 (8 залов) — ул. Донец-Захаржевского, 6/8. Закрыт в мае 2021 г.[6].
- Познань (2 зала) — ул. Академика Павлова, 160 (Салтовка). Назван в советское время в честь польского города Познань-побратима Харькова. Первый кинотеатр сети «Киноцентр», которая объединяет кинотеатры Харькова. Закрыт в 2020 году.
- Киев (2 зала)— бульвар Юрьева, 1 (Новые Дома). Четвёртый кинотеатр из сети «Киноцентр». После реконструкции первый фильм («Ирония судьбы 2») был показан в начале 2008 года. Закрыт в 2022 году.
- Парк (3 зала) — ул. Сумская, 81 (Центральный парк культуры и отдыха). До 1983 — деревянный павильон (1 зал) в центре парка (на его месте позже находился электрический чешский автодром, а после реконструкции 2012 года — «Развлекательный центр»). В 2020—2021 гг. в кинотеатре прошла очередная реконструкция[7]. Закрыт в 2022 году.
- Арсенал palace — пр-т Ново-Баварский, 77 (в здании Культурно-делового центра «Бавария», Новая Бавария). Действующий, с небольшим экраном. Закрыт в 2022 году.
- Боммеръ (1 зал) (в советское время имени Дзержинского, затем «Зустрич» (Встреча)) — Полтавский Шлях, 6. Первый стационарный кинотеатр в городе (1908). Закрыт в 2022 году.
- Им. Довженко (3 зала) — ул. 23 Августа, 61 (Павлово Поле). Второй кинотеатр сети «Киноцентр». Закрыт в 2022 году.
- Кинолэнд (бывший «Россия») (3 зала) — просп. Юбилейный, 54 (Салтовка). Третий кинотеатр сети «Киноцентр». Открыт после реконструкции летом 2007 года. Закрыт в 2022 году.